# Szigetszentmárton, Pesta
Szigetszentmárton  este un sat în districtul Ráckeve, județul Pesta, Ungaria, având o populație de 2.125 de locuitori (2011). 

## Demografie
Componența etnică a satului Szigetszentmárton
     Maghiari (82,6%)
     Germani (15,75%)
     Necunoscut (0,71%)
     Alții (0,94%)
Componența confesională a satului Szigetszentmárton
     Romano-catolici (34,12%)
     Fără religie (22,96%)
     Reformați (11,72%)
     Atei (1,27%)
     Greco-catolici (1,13%)
     Luterani (1,13%)
     Necunoscută (27,67%)
     Alte religii (1,6%)
Conform recensământului din 2011, satul Szigetszentmárton avea 2.125 de locuitori. Din punct de vedere etnic, majoritatea locuitorilor (82,6%) erau maghiari, cu o minoritate de germani (15,75%). Apartenența etnică nu este cunoscută în cazul a 0,71% din locuitori. Nu există o religie majoritară, locuitorii fiind romano-catolici (34,12%), persoane fără religie (22,96%), reformați (11,72%), atei (1,27%), luterani (1,13%) și greco-catolici (1,13%). Pentru 27,67% din locuitori nu este cunoscută apartenența confesională.